# 摂丹街道
摂丹街道（せったんかいどう）は、摂津国と丹波国（現在の大阪府池田市 - 京都府亀岡市）を結ぶ街道。
摂津国・能勢郡側は余野までは余野街道、丹波国側は池田街道の別名がある。近代以前は「池田道」「亀岡道」などと呼ばれた。
ほとんどの区間が道路拡張工事などで整備され、旧街道の面影はほとんど残っておらず、沿線の所々に残されている道標がかつての旧街道の面影となっている。大阪府・京都府境の街道脇に昭和9年に京都府が設置した府境標が残っている。
区間の大半が国道423号に指定されており、亀岡市内においては国道372号の一部区間が含まれる。

## 起点・終点
- 起点：大阪府池田市木部町 （能勢街道（国道173号）交点）
- 終点：京都府亀岡市安町 （旧山陰道（府道王子並河線）交点）

## 通過市町村
- 池田市 - 箕面市 - 豊能町 - 亀岡市

## 主な経由地
- 木部町（きべちょう）（国道173号・能勢街道との交点）
- 中川原町
- 伏尾（ふしお）
- 止々呂美（とどろみ）
- 豊能町役場
- 余野（よの）
- 柚原（ゆのはら）
- 加塚（かづか）（国道9号・山陰街道との交点）

## 参考資料
- 武藤善一郎著「大阪の街道と道標」改訂版（ISBN 4-88325-203-5）